# Bob Dille
Robert Orville "Bob" Dille (Chesterton, Indiana; 2 de julio de 1917-Valparaiso, Indiana; 10 de diciembre de 1998) fue un jugador de baloncesto estadounidense que disputó una temporada en la BAA y otra más en la NBL. Con 1,91 metros de estatura, jugaba en la posición de alero.

## Trayectoria deportiva

### Universidad
Dille entró a formar parte de los Crusaders de la Universidad de Valparaíso con 26 años de edad, casado y con un hijo, lo que le obligó a trabajar mientras cumplía con su carrera. En 1944 fue incluido en el segundo equipo consensuado All-American, mientras que al año siguiente lo haría en los segundos equipos de la Helms Fundation y la revista Sporting News.

### Profesional
Previo a su paso por la universidad, jugó tres partidos en 1941 con los Hammond Ciesar All-Americans de la NBL, en los que promedió 6,3 puntos. En 1946 fichó por los Detroit Falcons de la recién creada BAA, con los que disputó la única temporada del equipo en la liga, promediando 5,2 puntos por partido. Tras la desaparición del equipo, se celebró un draft de dispersión, siendo elegido por los Toronto Huskies, equipo que también desapareció, pasando a ser escogido por los Philadelphia Warriors, pero acabó retirándose del baloncesto.
Posteriormente fue un exitoso entrenador en high school, logrando el título estatal de Indiana en 1974 con el instituto Fort Wayne Northrup.

## Estadísticas de su carrera en la NBA

### Temporada regular
| Temporada | Edad | Equipo          | Liga | Pos. | P  | TIT | MIN | TC  | TCA | %TC  | 3P | 3PA | %3P | TL  | TLA | %TL  | R.OF. | R.DEF. | REB | ASIS | ROB | TAP | PER | FP  | PTS |
| 1946-47   | 29   | Detroit Falcons | BAA  |      | 57 |     |     | 1.9 | 9.9 | .197 |    |     |     | 1.3 | 1.9 | .667 |       |        |     | 0.7  |     |     |     | 1.6 | 5.2 |
| Total     |      |                 | BAA  |      | 57 |     |     | 1.9 | 9.9 | .197 |    |     |     | 1.3 | 1.9 | .667 |       |        |     | 0.7  |     |     |     | 1.6 | 5.2 |